# 과계빙설왕
《과계빙설왕》은 2017년에 중국에서 방송된 스타들의 피겨스케이팅 배틀 프로그램이다.